# Lemwerder
Lemwerder település Németországban, azon belül Alsó-Szászország tartományban. Lakosainak száma 7125 fő (2023. december 31.).

## Népesség
A település népességének változása:
| Lakosok száma | 7000 | 6996 | 7014 | 7047 | 7147 | 7125 |
|               | 2016 | 2017 | 2019 | 2021 | 2022 | 2023 |